# Didier Epelbaum
 (août 2023).
La mise en forme du texte ne suit pas les recommandations de Wikipédia : il faut le « wikifier ».
Les points d'amélioration suivants sont les cas les plus fréquents. Le détail des points à revoir est peut-être précisé sur la page de discussion.
- Les titres sont pré-formatés par le logiciel. Ils ne sont ni en capitales, ni en gras.
- Le texte ne doit pas être écrit en capitales (les noms de famille non plus), ni en gras, ni en italique, ni en « petit »…
- Le gras n'est utilisé que pour surligner le titre de l'article dans l'introduction, une seule fois.
- L'italique est rarement utilisé : mots en langue étrangère, titres d'œuvres, noms de bateaux, etc.
- Les citations ne sont pas en italique mais en corps de texte normal. Elles sont entourées par des guillemets français : « et ».
- Les listes à puces sont à éviter, des paragraphes rédigés étant largement préférés. Les tableaux sont à réserver à la présentation de données structurées (résultats, etc.).
- Les appels de note de bas de page (petits chiffres en exposant, introduits par l'outil «  Source ») sont à placer entre la fin de phrase et le point final[comme ça].
- Les liens internes (vers d'autres articles de Wikipédia) sont à choisir avec parcimonie. Créez des liens vers des articles approfondissant le sujet. Les termes génériques sans rapport avec le sujet sont à éviter, ainsi que les répétitions de liens vers un même terme.
- Les liens externes sont à placer uniquement dans une section « Liens externes », à la fin de l'article. Ces liens sont à choisir avec parcimonie suivant les règles définies. Si un lien sert de source à l'article, son insertion dans le texte est à faire par les notes de bas de page.
- La présentation des références doit suivre les conventions bibliographiques. Il est recommandé d'utiliser les modèles {{Ouvrage}}, {{Chapitre}}, {{Article}}, {{Lien web}} et/ou {{Bibliographie}}. Le mode d'édition visuel peut mettre en forme automatiquement les références.
- Insérer une infobox (cadre d'informations à droite) n'est pas obligatoire pour parachever la mise en page.

Pour une aide détaillée, merci de consulter Aide:Wikification.
Si vous pensez que ces points ont été résolus, vous pouvez retirer ce bandeau et améliorer la mise en forme d'un autre article.
Didier Epelbaum, né en 1946 à Paris, est un journaliste et historien franco-israélien.

## Biographie

### Journaliste
De 1973 à 1985, il est successivement rédacteur puis rédacteur en chef du service français de la radio publique israélienne Kol Israel, correspondant à Jérusalem de RMC, Télé Métropole (Québec), Antenne 2, L’Événement du jeudi.
En 1985, il rejoint à Antenne 2 la première équipe de Télématin sous la direction de Paul Nahon et Michel Strulovici. Il est rédacteur en chef de l’édition de la nuit du journal télévisé puis rédacteur en chef adjoint du journal de 20 heures ; il evient ensuite adjoint au chef du service Culture, chef du service Politique étrangère puis rédacteur en chef délégué sous la direction d’Albert du Roy.
En 1998, Didier Epelbaum est le premier « médiateur » de la rédaction de France 2, fonction créée par le président Xavier Gouyou-Beauchamps afin de répondre à la défiance des téléspectateurs à l'égard des journalistes et de l’information télévisée. Didier Epelbaum définissait cette fonction comme « l’interprète du public auprès de la Rédaction et l’interprète de la Rédaction auprès du public ». Il anime une émission en direct le samedi « L'Hebdo du médiateur » où il inaugure un dialogue entre les téléspectateurs et les journalistes de la chaîne sur le contenu des journaux télévisés,,,.
Chargé de mission pour la déontologie auprès du P.-D.G. de France Télévisions Marc Tessier, Didier Epelbaum a rédigé la première « Charte des antennes » du groupe France Télévisions.
Il est l'un des fondateurs de l'Observatoire de la déontologie de l’information (ODI) et son premier président.

### Historien
Docteur en histoire de l’École des hautes études en sciences sociales (1998) (EHESS), sa thèse porte sur l’immigration des Juifs polonais en France jusqu’en 1940 (sous la direction de la sociologue Dominique Schnapper et de l'historienne Nancy Green).
Didier Epelbaum publie une biographie d’Alois Brunner, l’un des adjoints d’Adolf Eichmann et explore la manière dont la presse française de la Libération a rendu compte de l’extermination des Juifs d’Europe en 1944-1945 en tant qu’événement d’actualité et non en tant que page d'histoire.[réf. nécessaire]
Il aborde la question du recrutement des bourreaux génocidaires et prend le contre-pied de la thèse de Christopher Browning qualifiant les policiers allemands impliqués dans la Shoah d’hommes « ordinaires »[source insuffisante]. Selon Didier Epelbaum, les bourreaux génocidaires étaient recrutés dans une minorité de volontaires adhérant à une idéologie spécifique.

### Enseignement
- Sciences Po Paris, master de journalisme (2004 – 2014).
- Mémorial de la Shoah : formation des professeurs d’histoire-géographie.

## Œuvres
- Le Troisième Temple, Israël de l’utopie à l’histoire, Hachette Documents 1985 176 p.,  (ISBN 2010109589)[10]
- Aloïs Brunner, La haine irréductible, Paris, Calmann-Lévy, 1990, 358 p.,  (ISBN 2702118658)[11],[12]
- Matricule 186140. Histoire d’un combat, Editions Michel Hagège, 1997, 269 p.  (ISBN 2950849865)[13]
- Les Enfants de papier, Grasset, 2002, 360p,  (ISBN 2246627710)[14],[15]
- Pas un mot, pas une ligne ? 1944-1994 : des camps de la mort au génocide rwandais, Stock, 2005, 360 p.  (ISBN 2234067987)[16]
- Obéir. Les déshonneurs du capitaine Vieux - Drancy 1941-1944, Stock, 2009, 342 p.  (ISBN 2234065887)[17].
- Des hommes vraiment ordinaires ? Les bourreaux génocidaires, Stock 2016,  (ISBN 2234077214)[18],[19].

## Distinctions
- Chevalier des Arts et des Lettres (1994).
- Lauréat du « Mot d’Or » 1999  de l’APFA : « pour avoir inventé un temps pédagogique télévisuel fondé sur une écoute exigeante, une éducation à l'image et à la langue nourries d'une haute conception du service public et de l'amour du métier de journaliste ».
- Mention spéciale Prix 2002 de la Journée du Livre d’Histoire et de recherche Juives pour « Les enfants de papier »[20].